# 勵馨社會福利事業基金會
財團法人勵馨社會福利事業基金會（英語：The Garden of Hope Foundation），簡稱勵馨基金會、勵馨，成立於1988年，是由美國傳教士高愛琪（Angie Golmon）在台灣成立的基金會。

## 主要業務

### 性侵害
個別、團體心理諮商，社工個案管理，法律諮詢，陪同偵訊、出庭，資源聯結，追蹤輔導。 

### 青少女懷孕
預防服務：專講、團體、文宣品，全國性免付費諮詢專線，未成年懷孕求助網站，全方位個案管理服務，家庭協商，經濟補助申請，醫療協助，法律諮詢，危機介入，待產服務（台北、台中），出養服務（高雄） ，議題倡導。

### 單親婦女
社區講座（親子教育、法律諮詢及理財講座），婦女團體，單親子女夏令營，心理諮商，舉辦社區跳蚤市場，個案服務。

## 相關活動

### 反雛妓社會運動
勵馨基金會自1990年代以來多次舉辦多種反雛妓活動，並且以雛菊做為該會保護兒童的象徵。該會曾經動員一萬五千人在發起華西街大遊行推動反雛妓運動，促使立法院在1995年通過《兒童及少年性交易防制條例》。該會也因為這個理由在台北市廢娼事件中贊成廢公娼。

### 一例一休爭議
蔡英文政府推出的一例一休，未有足夠的時間給社會應變，便公告實施變，造成相當大的爭議，許多產業實施後產生許多問題。以老人福利為專業的民進黨不分區立委吳玉琴於2017年3月3日協同勵馨基金會管理者在立法院舉行記者會，訴求原本的勞基法工時規定及新上路的一例一休對社福團體工作有很大的衝突，由其以政府補助及自行募款為運作來源的社福團體造生衝擊，各縣市政府委託民營社福機構安置個案，確沒有給予一例一休增加工時相對應提高的補助，造成大部份承接政府委託的社福團體難以長期維持運作，且原本願意長時間在安置機構擔任的工作者就少，一例一休實施後，雖看似短時間內休息時間增加，但確必需頻繁往返工作岡位，時間零散分配，應該設法解套，但這樣的訴求遭到許多基層社會福利工作者反駁，痛批吳玉琴和社福團體管理者根本是「以愛心慈善為名壓榨社會工作者」。

### 提案社福人事補助統籌由機構分配
在2017年11月，社福部召開「推展社會福利補助作業要點暨107年度補助項目及基準草案會議」，會議當中勵馨基金會私自代表基層勞工提案，未來政府補助人事費部分，建議由社福機構統籌勻支方式辦理，社福機構可自行調配各社工薪資，以達到資深工作者加薪的需求。此舉，已經遭到基層社工強烈反彈，質疑全台很多社福機構將經營責任轉嫁給最弱勢的一線工作者，機構透過回捐、員工只能補休假、責任制、製作假帳、不繳回方案補助款、甚至侵占社工薪資等違法手段，強制社會工作人員配合，這些負面事件，重創年輕人投身社福產業的意願，並阻礙社福政策推動與執行。如果此一法案通過，表面上提高政府撥給社福機構的款項，但實際上社福機構主管將取得更大的權力，導致無法保障社工的基本薪資，嚴重可能導致社福機構管理層過度濫權。

### Me Too
2018年4月3日舉辦「勵馨30 重返初馨」系列活動記者會，及邀請臺灣民眾參與同月21日在中正紀念堂舉辦「多陪一哩路#MeToo大遊行，勵馨接住你」，主要訴求為反性騷擾、反性侵和#MeToo。並引進美國女作家伊芙·恩斯勒所著的戲劇《陰道獨白》，改編成《拾蒂》舞台劇演出。

### LGBT議題
雖為基督教背景，但勵馨支持LGBT人權活動，執行長亦曾撰文「同志議題可以這樣公投嗎？」一文，批評公投違反人權。